# Гоголадзе, Майко
Майко Гоголадзе (груз. მაიკო გოგოლაძე; род. 9 сентября 1991, Оренбург) — грузинская легкоатлетка, специалистка по прыжкам в длину. Выступала за сборную Грузии по лёгкой атлетике в 2012—2015 годах, победительница и призёрка первенств национального значения, действующая рекордсменка страны по прыжкам в длину на открытом стадионе, участница летних Олимпийских игр в Лондоне.

## Биография
Майко Гоголадзе родилась 9 сентября 1991 года в Оренбурге, РСФСР.
Впервые заявила о себе в лёгкой атлетике в мае 2012 года, когда на соревнованиях в Софии установила поныне действующий национальный рекорд Грузии в прыжках в длину на открытом стадионе — 6,67 метра. Попав в основной состав грузинской национальной сборной, выступила на чемпионате Европы в Хельсинки, где не смогла пройти дальше предварительного квалификационного этапа. Выполнив олимпийский квалификационный норматив, удостоилась права защищать честь страны на летних Олимпийских играх в Лондоне — в программе прыжков в длину провалила все три свои попытки на предварительном этапе и в финал не вышла.
После лондонской Олимпиады Гоголадзе осталась в составе грузинской легкоатлетической команды на ещё один олимпийский цикл и продолжила принимать участие в крупнейших международных стартах. Так, в 2013 году отметилась выступлением на молодёжном европейском первенстве в Тампере.
В 2014 году стартовала на чемпионате Европы в Цюрихе.
В 2015 году участвовала в чемпионате Европы в помещении в Праге и на впервые проводившихся Европейских играх в Баку, где в личном зачёте прыжков в длину стала четвёртой. По окончании этого сезона завершила спортивную карьеру.